# Comuna Fedorivka, Hlobîne
Fedorivka (în ucraineană Федорівка) este o comună în raionul Hlobîne, regiunea Poltava, Ucraina, formată din satele Fedorivka (reședința), Lubenșciîna, Podil și Popivka.

## Demografie
Componența lingvistică a comunei Fedorivka
     Ucraineană (97,74%)
     Rusă (1,24%)
     Alte limbi (0,56%)
Conform recensământului din 2001, majoritatea populației comunei Fedorivka era vorbitoare de ucraineană (97,74%), existând în minoritate și vorbitori de rusă (1,24%).